# Абу Нур
Абу Нур — назва району Дамаску. Спочатку названий на честь офіцера під командуванням Саладіна, батьківщина відомого ісламського вченого шейха Ахмеда Куфтаро, який був похований в 2004 році. Також в районі є табір палестинських біженців.